# Cater 2 U
Singles de Destiny's Child
Girl
(2005) Stand Up for Love
(2005)
Cater 2 U est une chanson du trio américain de R'n'B Destiny's Child. Elle est écrite par les membres du groupe Beyoncé Knowles, Kelly Rowland et Michelle Williams, et Rodney Jerkins, Ricky "Ric Rude" Lewis, Robert Waller pour leur quatrième album studio Destiny Fulfilled de 2004. Elle est produite par Beyoncé, Rude et Jerkins et sort comme le quatrième et dernier single en été 2005, et elle prend la 14e place du Billboard Hot 100 américain. Cater 2 U est nommé pour deux Grammy Awards : celui de la meilleure chanson R'n'B et celui de la meilleure performance R&B par un duo ou un groupe avec chant.  Il est également le dernier single bien classé du groupe.

## Clip vidéo
Le clip vidéo pour Cater 2 U est réalisé par Jake Nava et est filmé en mars 2005 grande partie au Red Rock Canyon State Park en Californie. La vidéo montée est diffusée pour la première fois sur MTV États-Unis dans la semaine du 14 mars 2005.
La vidéo se concentre généralement sur la photographie et la beauté des paysages, notamment des scènes où le trio est vu, vêtu d'absolument rien. Chaque chanteuse est également dans sa propre scène de désert, avec Beyoncé sur un tremplin, Williams dans une chaise longue et Rowland sur une route déserte. La vidéo culmine avec une performance de groupe et une chorégraphie qui se termine avec le trio debout côte à côte.
La vidéo inclut beaucoup de coupes rapides et radicales. Le tournage est diffusé sur Making The Video de MTV et donne naissance à deux versions différentes qui contiennent des plans et des angles différents, mais la deuxième version est montrée une seule fois dans Total Request Live en tant que première mondiale.
Le clip vidéo est présent sur l'édition DualDisc de l'album Number 1's ainsi que sur la version japonaise du DVD Destiny's Child: Live in Atlanta.

## Controverse
Durant leur dernier album Destiny Fulfilled l'auteur-compositeur-interprète Rickey Allen pousse des allégations selon laquelle leur chanson de 2004 Cater 2 U est inspirée par une chanson qu'il a composé avec le même titre, qui est protégé depuis le milieu des années 1990. Il affirme qu'il a remis une version au producteur Maurice Joshua, qui a repris la chanson avec les trois divas. Joshua dit toutefois qu'il n'a jamais eu de copie de la chanson de Allen. Allen dépose plainte contre Destiny's Child pour avoir une indemnisation dans un tribunal de Chicago en Illinois en 2006 et les trois stars devaient comparaître devant un juge le jeudi 10 décembre pour donner leur témoignage. Mais the trio réusiit à éviter toutes les dates données par le tribunal après leur séparation publique en 2005 et elles acceptent de régler l'affaire à huis clos.
L'avocat de Allen, Matthew Wildermuth, dit, « Je peux confirmer que oui, [le cas] est règle. Toutes les problèmes ont été résolus à l'amiableet l'affaire va être rejeté. [Allen est] heureux de pouvoir consacrer du temps à sa carrière musicale. Tous les termes juridiques et de l'accord ne sera pas sortie et l'affaire sera rejetée par un juge jeudi. ».

## Ventes
Sorti comme le quatrième single de Destiny Fulfilled, Cater 2 U ne fonctionne pas aussi bien que les premiers singles de l'album Lose My Breath et Soldier. Toutefois, il arrive à dépasser le succès de Girl mais il n'arrive pas à entrer dans le top 10 avec la 14e place comme meilleure position dans le Billboard Hot 100. Aussi, Cater 2 U ne trouve pas plus d'intérêt dans les classements pop américains, et n'apparaît pas dans les classements Top 40 Mainstream ou Pop 100 Airplay.
Au Royaume-Uni, Cater 2 U arrive à la première place des classements de diffusion vidéo, mais n'arrive à gagner une grande diffusion radio, et le single est annulé. En Australie, la chanson débute et prend la 15e place et dure juste sept semaines dans le top 50.

## Classements
| Pays                             | Meilleure position |
| -------------------------------- | ------------------ |
| Australie                        | 15                 |
| Pays-Bas                         | 47                 |
| Nouvelle-Zélande                 | 4                  |
| Billboard Hot 100                | 14                 |
| Hot R&B/Hip-Hop Singles & Tracks | 3                  |

## Crédits et personnel
- Voix principales: Beyoncé Knowles (1 couplet), Kelly Rowland (1 couplet) et Michelle Williams (1 couplet)
- Production vocale: Beyoncé Knowles et Kelly Rowland
- Enregistré par: Jeff Villanueva et Jim Caruna aux Sony Music Studios, New York
- Mixage audio: Tony Maserati
- Masterisé par: Tom Coyne
- Guitare par: Tim Stewart

## Formats et liste des pistes
| - CD single États-Unis 1. Cater 2 U (Storch Remix Edit) 2. Cater 2 U (Storch Remix) 3. Cater 2 U (Storch Remix Instrumental) 4. Cater 2 U (Version album) 5. Cater 2 U (Joshua Remix) 6. Cater 2 U (Grizz to the Club) 7. Cater 2 U(Acappella) | - Maxi CD single 1. Cater 2 U (Version album) 2. Cater 2 U(Storch Remix Edit) 3. Cater 2 U (Grizz to the Club) 4. Cater 2 U (J. Beck Dance Remix) 5. Girl (Maurice Joshua "U Go Girl' Remix) |

## Versions officiels
| - Cater 2 U (Grizz To The Club) - Cater 2 U (George Mena & Franke Estevez Dance Mix) - Cater 2 U (J. Beck Dance Edit) - Cater 2 U (J. Beck Club Mix) - Cater 2 U (Dr. Octavo Shoestring Mix) - Cater 2 U (Dr. Octavo Crew Body'n'Soul Mix) | - Cater 2 U(Scott Storch Remix) - Cater 2 U (Scott Storch Remix) (feat Arceo) - Cater 2 U (Scott Storch Remix Radio Edit) - Cater 2 U (Scott Storch Remix Instrumental) - Cater 2 U (Scott Storch Remix Lead Vocals) - Cater 2 U (Joshua Remix) - Cater 2 U (Chad Jack Remix) |